# Sybra frasersi
Sybra frasersi är en skalbaggsart som beskrevs av Stefan von Breuning 1976. Sybra frasersi ingår i släktet Sybra och familjen långhorningar. Inga underarter finns listade i Catalogue of Life.